# Tilly (Villers-la-Ville)
Tilly és un antic municipi de Bèlgica al Brabant Való. L'1 de gener de 1977 fusionà amb Villers-la-Ville.
El primer esment escrit al repertori Gesta abatium Gemblacensium de l'abadia de Gembloux, Tillir data del segle xii, amb variants com Tillier i Tilhier. La forma Tilly apareix per a la primera vegada el 1435. Tilly va donar el seu nom al riu Thyle i que és un afluent del Dijle a la conca de l'Escalda, a més el paisatge és caracteritzat per a una vintena de petits rierols anomenat «ri»: Ri Pirot, Ri Saint-Bernard, Ri Saint-Jean i molts altres. Durant l'antic règim era una senyoria dins del ducat de Brabant. El 25 de jun 1448 Joan de Lalaing va vendre el feu al Joan t'Serclaes, una vella familla noble de Brussel·les. Des d'aleshores la nissaga dels t’Serclaes de Tilly, de la qual van sortir uns militars catòlics destacats als segles XVII i XVIII va lligar el seu nom amb el poble. El 9 de juliol del 1587 Martí t'Serclaes també va comprar al duc de Brabant la jurisdicció sobre la senyoria. Jaume t'Serclaes, que va servir al bàndol espanyol durant les setges d'Oostende i d'Anvers durant la Guerra dels Vuitanta Anys va obtenir el títol de «comte de Tilly» el 1624, poc abans la seva mort l'11 d'octubre. Durant la revolució francesa, la major part de les terres, les masies i el castell dels t'Serclaes van ser expropiades i venudes el 1797-1798. El castell, on els t'Serclaes va viure durant quasi tres segles va ser destruït i només en queden uns escassos vestigis menuts.

## Llocs d'interés
- túmul de Tilly

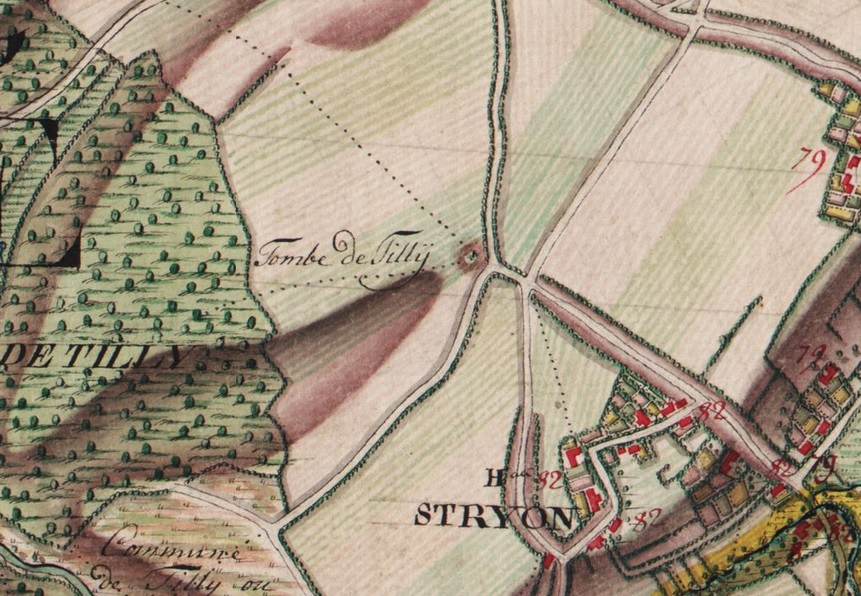
El túmul
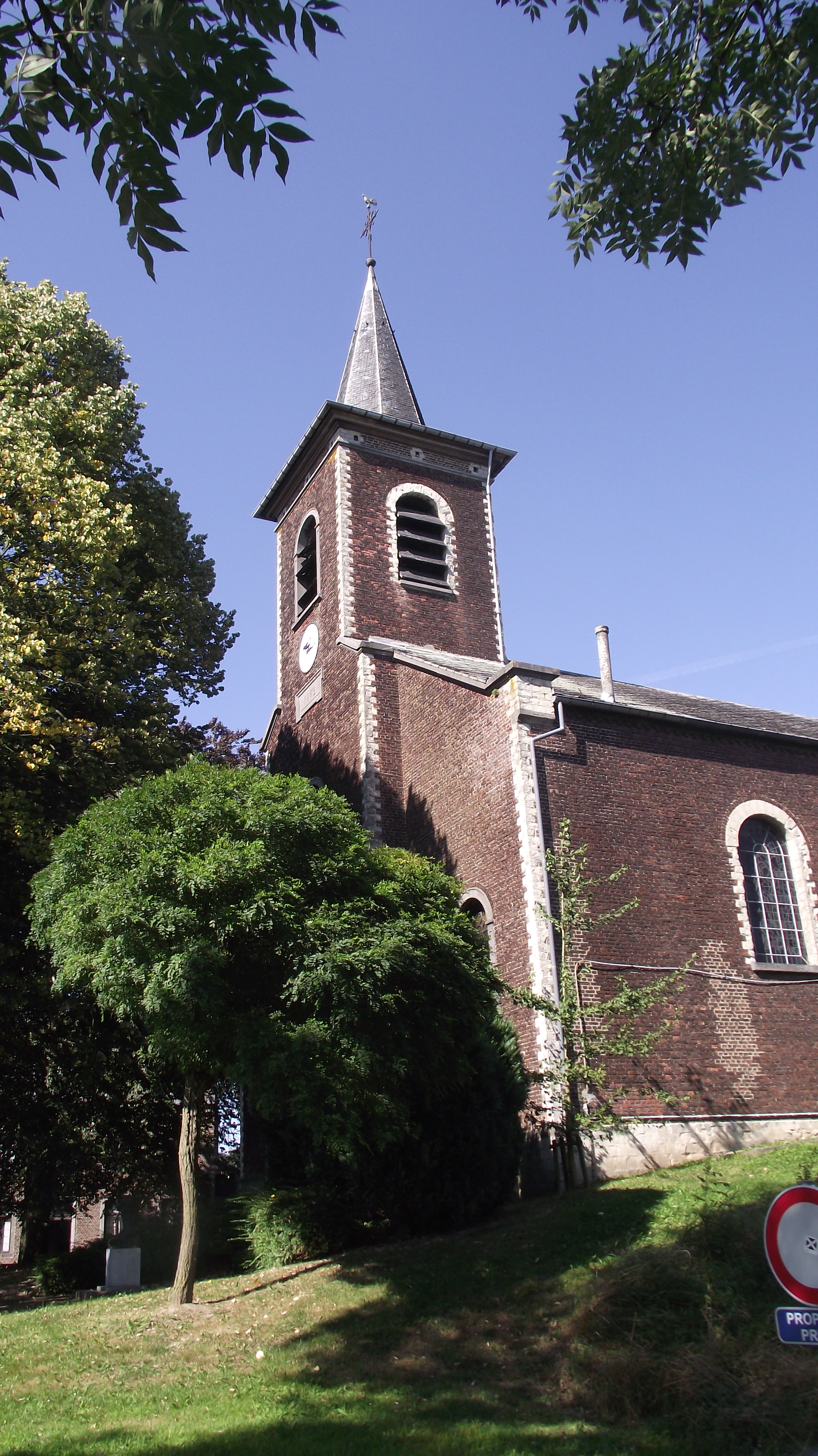
Església de Martí de Tours
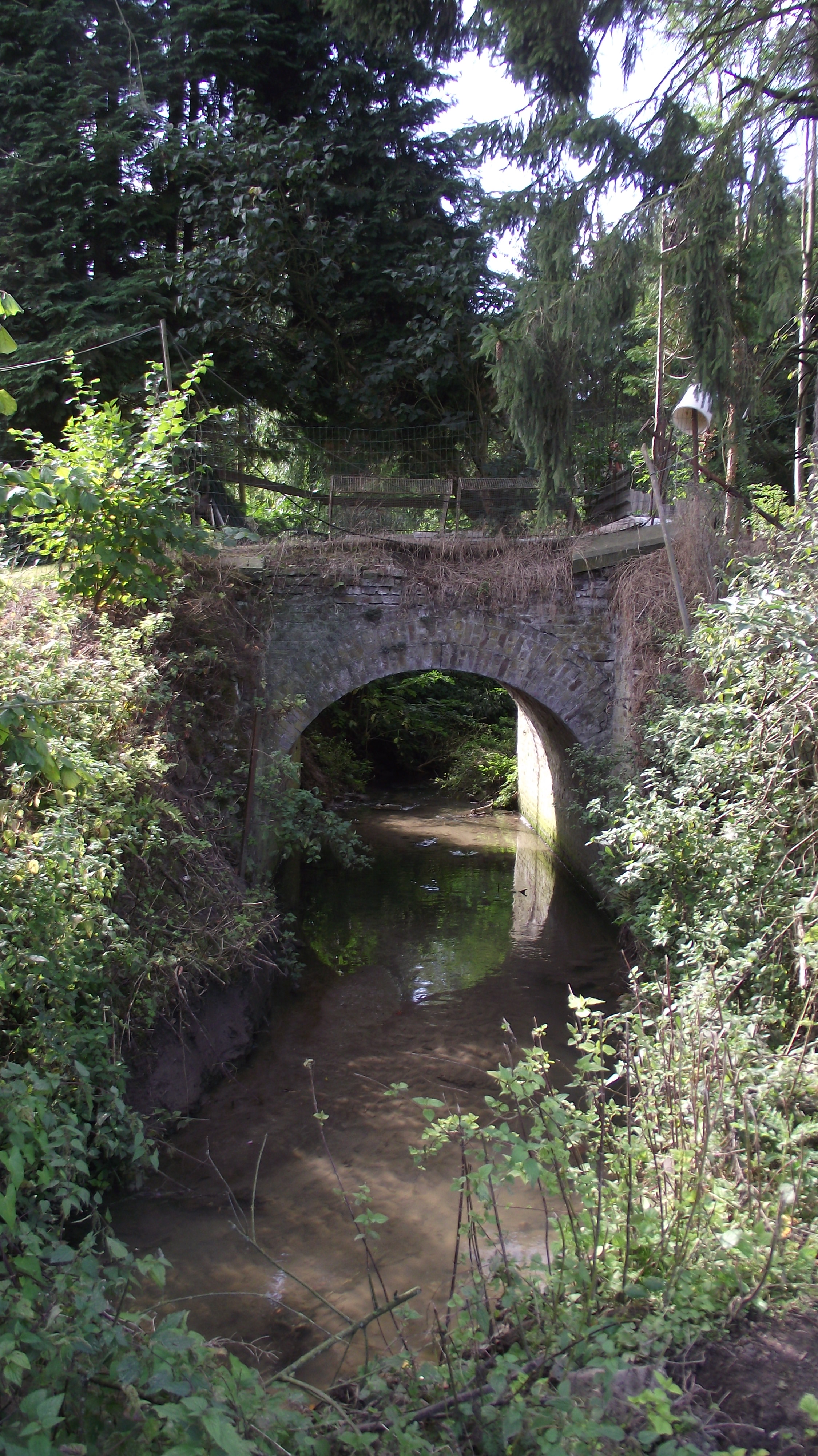
Pont de l'antic carrilet